# Reżim 4 sierpnia

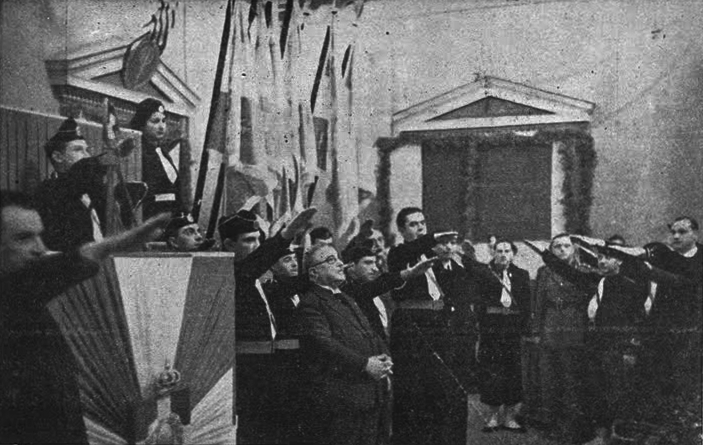
Członkowie młodzieżówki EON wykonują salut rzymski przed Joanisem Metaksasem

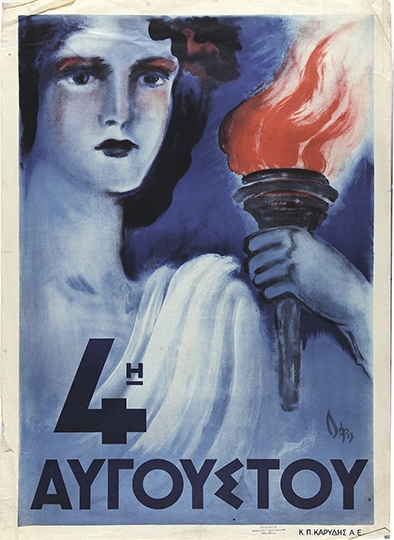
Plakat propagandowy reżimu z 1936 roku

Sztandar EON, zawierający zarówno symbole greckie (barwy narodowe, korona królewska), jak i faszystowskie (rózgi liktorskie)

Reżim 4 sierpnia – autorytarny system rządów w Grecji w latach 1936–1941, wprowadzony przez premiera i faktycznego dyktatora generała Joanisa Metaksasa.

## Historia dyktatury
Nazwa reżim 4 sierpnia wywodzi się od daty wprowadzenia dyktatury Metaksasa - 4 sierpnia 1936. W tym dniu król Jerzy II Grecki dekretem rozwiązał parlament, zdelegalizował wszystkie partie polityczne i zawiesił swobody obywatelskie gwarantowane w konstytucji. Następnie przekazał faktyczną władzę w ręce gen. Metaksasa, samemu zawieszając działalność polityczną. Jako oficjalną przyczynę tej decyzji podano zagrożenie dla stabilności państwa ze strony Komunistycznej Partii Grecji. W późniejszym okresie Metaksas zaczął podawać jeszcze inne uzasadnienie swojego zamachu stanu. Twierdził, że winnymi chaosu w kraju byli przywódcy największych partii, którzy nie potrafili działać dla dobra całego narodu, dbając wyłącznie o interesy własne. Nowy rząd miał wykazać zupełnie odmienną postawę, doprowadzając do fundamentalnych przemian w greckiej gospodarce, siłach zbrojnych i ustawodawstwie socjalnym.

### Zwalczanie opozycji
Metaksas oparł swoje rządy na zawieszeniu swobód demokratycznych i podjęciu represji przeciwko opozycji, zwłaszcza Komunistycznej Partii Grecji. Osoby podejrzewane o lewicowe poglądy mogły być łatwo zwalniane z pracy, zaś ponad 400 opozycjonistów trafiło do specjalnie utworzonych obozów na greckich wyspach. Za zwalczanie opozycji odpowiedzialny był minister porządku publicznego Konstandinos Maniakadis, któremu udało się poważnie osłabić działającą w podziemiu partię komunistyczną, której działacze byli wtrącani do więzień, gdzie wymuszano od nich, także torturami, deklaracje zerwania z dotychczasowymi poglądami. Jak pisze Clogg

Jak na standardy dwudziestowiecznych totalitaryzmów autorytarne metody Metaksasa nie były szczególnie odrażające, nie dopuszczał się on również fizycznego usuwania przeciwników. Udawało mu się jednak, poprzez sprawnie działający system policyjny, podtrzymywać klimat strachu neutralizujący groźbę powstania zorganizowanej opozycji

W czasach dyktatury Metaksasa liczba żandarmów wzrosła o 1/5, jednostka specjalizująca się w zwalczaniu komunistów liczyła 80 osób w miejsce dotychczasowych 15, zaś łączna liczba funkcjonariuszy sił bezpieczeństwa wzrosła z ok. 200 do 1675.
Najpoważniejszym wystąpieniem przeciwko dyktaturze Metaksasa był bunt wojska na Krecie 29 lipca 1938, dowodzony przez Andreasa Mitsotakisa. 500 uczestników wystąpienia zajęło stolicę wyspy i uwięziło gubernatora, lecz wystąpienie stłumiło wojsko w ciągu 24 godzin.

### Propaganda dyktatury i nawiązania do symboliki faszystowskiej
Pod wpływem faszyzmu włoskiego, którego admiratorem był Metaksas, rozbudowana została warstwa propagandowa systemu: dyktator przyjął tytuły Pierwszego Robotnika i Pierwszego Chłopa, Greków porównywano do wielkiej rodziny, której ojcem jest Metaksas. Z programów nauczania w szkołach usunięto treści uznane za "propagandę rewolucyjną". Grecja została zewnętrznie upodobniona do państw faszystowskich, między innymi poprzez wprowadzenie faszystowskiej symboliki. Metaksas pragnął zbudować "trzecią cywilizację grecką", łączącą najlepsze elementy dziedzictwa Grecji starożytnej i Bizancjum.
W 1936 powstała Narodowa Organizacja Młodzieżowa, wzorowana na organizacjach młodzieżowych faszystów włoskich. Jej hasło brzmiało "Porządek, Dyscyplina i Praca". Członkowie organizacji nosili specjalne umundurowanie i posługiwali się faszystowską symboliką (salut rzymski). Reżim 4 sierpnia nie zawierał jednak elementów rasizmu i antysemityzmu.
Częścią systemu propagandy reżimu 4 sierpnia była cenzura, która objęła także historyczne teksty literackie, m.in. Tukidydesa. Prasie greckiej zabroniono poruszania tematyki Dodekanezu, Cypru i północnego Epiru. Zakazane było również sygnalizowanie ingerencji cenzury poprzez drukowanie pustych szpalt pism - w miejsce każdego wyciętego tekstu należało umieścić inny.

### Reformy w wojsku
Jeszcze w 1935 przeprowadzona została reforma armii połączona z budową systemu fortyfikacji wzdłuż północnej granicy kraju (Linia Metaksasa). W ten sposób Metaksas zamierzał przygotować się do ewentualnych wojen z Włochami i Bułgarią.

### Reformy społeczne
W pierwszych dwóch latach dyktatury Metaksas przeprowadził reformy społeczne, wprowadzając minimum socjalne, oddłużając chłopów czy uruchamiając programy robót publicznych. Równocześnie zlikwidowano związki zawodowe, narzucając robotnikom w sytuacjach spornych arbitraż, co oznaczało przekazanie pełnej kontroli w ręce pracodawców. Metaksas wspierał język nowogrecki (ludowy, dimotiki) przeciwko sztucznej katharewusie (język "oczyszczony"), jako pierwszy w historii zlecając opracowanie jego gramatyki.

## Oceny
W historiografii greckiej reżim Metaksasa jest powszechnie określany jako dyktatura faszystowska. Autorzy niegreccy formułują nieco inne oceny tego okresu. Brytyjski historyk Richard Clogg zestawił reżim 4 sierpnia z Nowym Państwem Salazara i określił go jako "autorytarną, paternalistyczną dyktaturę". Podobnie ocenił reżim Metaksasa polski historyk Tadeusz Czekalski.
Reżim Metaksasa różnił się od rządów Mussoliniego bądź Hitlera w wielu kwestiach: cechował się stosunkowo mniejszą ilością przemocy, nie skupiał się na ekspansjonizmie, nie instytucjonalizował antysemityzmu i brakowało mu podstawy w masowym ruchu politycznym.
Z drugiej strony jednak dyktaturę Metaksasa określa się również jako częściowo faszystowską w swojej naturze ideologicznej. Dodatkowo ustanowiono model gospodarczy, w którym główny nacisk położono na rozwój przemysłu zbrojeniowego, stworzono państwo policyjne, przyjmowano wsparcie gospodarcze i ideologiczne od hitlerowskich Niemiec (czego wyrazem była m.in. korespondencja między Heinrichem Himmlerem a greckim ministrem bezpieczeństwa państwowego, Konstantinosem Maniadakisem) i obchodzono się bardzo brutalnie, często zbrodniczo, z komunistami, działaczami związków zawodowych,  przedstawicielami mniejszości narodowych i więźniami politycznymi. Prócz obowiązkowych, systematycznych mobilizacji całości młodzieży, także część dorosłego społeczeństwa zmuszano do udziału w masowych imprezach, opartych na musztrze, właściwej oddziałom wojskowym lub więźniom. Rozpoczęto tworzenie pierwszego w Grecji, masowego, ale jeszcze nie powszechnego, systemu ubezpieczeń społecznych.
W okresie bezpośrednio po upadku państwa Metaksasa, czyli w kolaboracyjnym, nazistowskim Państwie Greckim, około 30 tysięcy Greków zostało członkami ochotniczych, zbrojnych formacji hitlerowskich - wojska i lokalnych żandarmerii, jak Bataliony Bezpieczeństwa czy Grecka Armia Ochotnicza i ogólnokrajowej, ale powołanej przez Niemców formacji o nazwie Ochotniczy Korpus Żandarmerii.